# ليهلوهونولو سيما
ليهلوهونولو سيما (بالإنجليزية: Lehlohonolo Seema)‏ (مواليد 9 يونيو 1980 في مافيتينغ) لاعب كرة قدم ليسوتي دولي يجيد اللعب في خط الوسط . يلعب لصالح نادي أورلاندو بيراتس الجنوب الأفريقي .

## روابط خارجية
- ليهلوهونولو سيما على موقع قاعدة بيانات كرة القدم.إي يو (الإنجليزية)
- ليهلوهونولو سيما على موقع ناشيونال فوتبول تيمز (الإنجليزية)
- ليهلوهونولو سيما على موقع كووورة